# Post Danmark Rundt 2007
Post Danmark Rundt 2007 var 17. udgave af det danske cykeletapeløb Post Danmark Rundt, der blev kørt i perioden 1.-5. august. Efter dopingproblemerne i Tour de France 2007 kort forinden var der lidt usikkerhed om løbets situation, og blandt andet meldte Vejle Kommunes borgmester ud, at løbet ikke var velkomment i byen. Det blev dog ved truslen, og løbet blev gennemført som planlagt. Det blev dog uden den danske stjerne Michael Rasmussen fra Rabobank, der blev erklæret uønsket efter afsløringerne af hans uregelmæssigheder i forbindelse med meddelelse om sine opholdssteder til UCI mm.
I stedet stillede Team CSC op som favoritter med Tour de France-rytteren og den tidligere vinder Kurt-Asle Arvesen i spidsen samt en række af holdets danske navne. Af andre kendte navne kunne nævnes Mark Cavendish og Servais Knaven fra T-Mobile samt Tom Steels og Stefano Zanini fra Predictor-Lotto.
CSC levede op til forventningerne, da Arvesen vandt kongeetapen i Vejle og dermed banede vejen for den samlede sejr. Arvesen blev derved den første i historien, der vandt løbet to gange. Italienske Enrico Gasparotto fra Liquigas blev nr. to og Breschel nr. 3 i løbet.

## Hold
| - Team CSC - Nicki Sørensen - Kurt-Asle Arvesen - Anders Lund - Michael Blaudzun - Matti Breschel - Juan José Haedo - Allan Johansen - T-Mobile Team - Marco Pinotti - Michael Barry - Lorenzo Bernucci - Mark Cavendish - Greg Henderson - Servais Knaven - Aaron Olsen - František Raboň - Liquigas - Vincenzo Nibali - Magnus Backstedt - Roman Kreuziger - Francesco Chicchi - Alberto Curtolo - Mauro Da Dalto - Enrico Gasparotto - Alessandro Vanotti - Predictor-Lotto - Tom Steels - Dominique Cornu - Bart Dockx - Nic Ingels - Bert Roesems - Jurgen Van Den Broeck - Preben Van Hecke - Stefano Zanini - Rabobank - Léon van Bon - Graeme Brown - Max Van Heeswijk - Kai Reus - Gerben Löwik - Rick Flens - Dmitrij Kozontjuk |  | - Team Canyon - Baden Cooke - Jimmy Casper - Jeremy Hunt - Gustav Larsson - Troels Rønning Vinther - Jonas Ljungblad - Laurens ten Dam - Rigoberto Urán - Skil-Shimano - Art Vierhouten - Maarten Tjallingii - Fabien Bacquet - Floris Goesinnen - Kenny Van Hummel - Masahiro Shinagawa - Albert Timmer - Ji Cheng - Chocolade Jacques - Niko Eeckhout - Bart Vanheule - Kenny Dehaes - Kenny De Ketele - Iljo Keisse - Kenny Lisabeth - Benny De Schrooder - Evert Verbist - Team Intel Action - Łukasz Bodnar - Bogdan Bondariew - Bartosz Huzarski - Błażej Janiaczyk - Denys Kostjuk - Krzysztof Miara - Marcin Osinski - Robert Radosz - Elk Haus-Simplon team - Harald Totschnig - Stefan Denifl - Clemens Frankhauser - Tomas Konecny - Robert Lauscha - Jan Valach - Michael Pichler - Marc Weisshaupt |  | - DFL-CyclingNews-Litespeed - Nico Mattan - Sven de Weerdt - Hamish Haynes - Matti Helminen - Robby Meul - Evan Oliphant - Bernard Sulzberger - Jeremy Vennell - Team GLS - Niki Østergaard - Thomas Oredsson - Jonas Aaen Jørgensen - Peter Riis Andersen - Jacob Moe Rasmussen - Kristoffer G. Nielsen - Morten Reckweg - Michael Mørkøv - Glud & Marstrand Horsens - André Steensen - Michael Skelde - Lasse Bøchmann - Rune Udby - Jacob Nielsen - Morten Christiansen - Kasper Schjønnemann - Michael Berling - Team Designa Køkken - René Jørgensen - Jens-Erik Madsen - Jakob Fuglsang - Michael Reihs - Martin Mortensen - Daniel Foder - Kasper Jebjerg - Michael Tronborg Kristensen - Team Odense Energi - Alex Rasmussen - Casper Jørgensen - Michael Larsen - Lars Ulrich - Martin Lollesgaard - Kasper Linde Jørgensen - Anders Fialla - Jesper Mørkøv |

## Etaperne

### 1. etape
1. august bød på en 174,7 km lang etape fra Thisted til Aalborg.
Etapen blev afgjort i en massespurt, hvor Francesco Chicchi fra Liquigas var hurtigst foran Haedo fra Team CSC og Cavendish fra Team T-Mobile. På grund af bonussekunder fra et udbrud klemte Martin Mortensen fra Team Designa Køkken sig ind på tredjepladsen i den samlede stilling foran Cavendish.
Etaperesultat:
|   | Rytter            | Hold            | Land           | Tid     | Bonussekunder |
| - | ----------------- | --------------- | -------------- | ------- | ------------- |
| 1 | Francesco Chicchi | Liquigas        | Italien        | 3:56.09 | 10            |
| 2 | Juan José Haedo   | Team CSC        | Argentina      | s.t.    | 6             |
| 3 | Mark Cavendish    | T-Mobile        | Storbritannien | s.t.    | 4             |
| 4 | Tom Steels        | Predictor-Lotto | Belgien        | s.t.    | 0             |
| 5 | Mathew Haymann    | Rabobank        | Australien     | s.t.    | 0             |

### 2. etape
Etapen 2. august gik fra Års til Århus og var løbets længste på 196,8 km. 
Efter et langt udbrud blev det hele afgjort på rundstrækningen i Århus, hvor Matti Breschel fra Team CSC blev den første danske etapevinder siden 2002. Han vandt spurten i en lille gruppe på seks, der var få sekunder foran hovedfeltet. Enrico Gasparotto fra Liquigas og Lorenzo Bernucci fulgte efter Breschel som nr. to og tre. Breschel overtog samtidig løbets førertrøje.
Etaperesultat:
|   | Rytter            | Hold              | Land    | Tid     | Bonussekunder |
| - | ----------------- | ----------------- | ------- | ------- | ------------- |
| 1 | Matti Breschel    | Team CSC          | Danmark | 4:50.13 | 10            |
| 2 | Enrico Gasparotto | Liquigas          | Italien | s.t.    | 6             |
| 3 | Lorenzo Bernucci  | T-Mobile          | Italien | s.t.    | 4             |
| 4 | Nicki Sørensen    | Team CSC          | Danmark | s.t.    | 0             |
| 5 | Denys Kostyuk     | Team Intel Action | Ukraine | s.t.    | 0             |

### 3. etape
Løbets kongeetape 3. august, der sædvanen tro sluttede på de stejle bakker ved Vejle startede i Århus og var på 187,2 km.
Også på denne etape var der udbrud, der dog blev hentet inden afgørelsen. Til sidst slap Kurt-Asle Arvesen fra Team CSC og Lasse Brøchmann fra Glud & Marstrand fra feltet og kom i mål i den rækkefølge få sekunder inden hovedfeltet, hvis spurt blev vundet af Matti Breschel. Breschel holdt akkurat fast i løbets førertrøje, nu med Arvesen som nærmeste forfølger, to sekunder efter.
Etaperesultat:
|   | Rytter            | Hold                     | Land    | Tid     | Bonussekunder |
| - | ----------------- | ------------------------ | ------- | ------- | ------------- |
| 1 | Kurt-Asle Arvesen | Team CSC                 | Norge   | 4:40.39 | 10            |
| 2 | Lasse Bøchmann    | Glud & Marstrand Horsens | Danmark | + 0.1   | 6             |
| 3 | Matti Breschel    | Team CSC                 | Danmark | + 0.8   | 4             |
| 4 | Enrico Gasparotto | Liquigas                 | Italien | s.t.    | 0             |
| 5 | Jakob Fuglsang    | Team Designa Køkken      | Danmark | s.t.    | 0             |

### 4. etape
Den korte etape tidligt 4. august på 95,1 km gik fra Skælskør til Ringsted.
Francesco Chicchi sikrede sig sin anden etapesejr, denne gang foran Cavendish og Breschel. Med bonussekunderne øgede Breschel sit forspring til Arvesen til fire sekunder.
Etaperesultat:
|   | Rytter               | Hold         | Land           | Tid     | Bonussekunder |
| - | -------------------- | ------------ | -------------- | ------- | ------------- |
| 1 | Francesco Chicchi    | Liquigas     | Italien        | 2:02.30 | 6             |
| 2 | Mark Cavendish       | T-Mobile     | Storbritannien | s.t.    | 4             |
| 3 | Matti Breschel       | Team CSC     | Danmark        | s.t.    | 2             |
| 4 | Jonas Aaen Jørgensen | Team GLS     | Danmark        | s.t.    | 0             |
| 5 | Kenny van Hummel     | Skil-Shimano | Holland        | s.t.    | 0             |

### 5. etape
Løbets enkeltstart om aftenen 4. august på 12,4 km fandt sted i Næstved.
Rabobanks Rik Flens blev vinder to sekunder foran Roman Kreuziger fra Liquigas og seks sekunder foran Marco Pinotti fra Team T-Mobile. Bedste dansker blev den unge André Steensen fra Glud & Marstrand på fjerdepladsen i samme tid som Pinotti. Arvesen blev femmer i samme tid, og da Breschel sluttede et halvt minut længere tilbage, overtog Arvesen førertrøjen foran Gasparotto og Breschel.
Etaperesultat:
|   | Rytter            | Hold                     | Land     | Tid     | Bonussekunder |
| - | ----------------- | ------------------------ | -------- | ------- | ------------- |
| 1 | Rick Flens        | Rabobank                 | Holland  | 0:14.48 | 0             |
| 2 | Roman Kreuziger   | Liquigas                 | Tjekkiet | + 0.2   | 0             |
| 3 | Marco Pinotti     | T-Mobile                 | Italien  | + 0.6   | 0             |
| 4 | André Steensen    | Glud & Marstrand Horsens | Danmark  | s.t.    | 0             |
| 5 | Kurt-Asle Arvesen | Team CSC                 | Norge    | s.t.    | 0             |

### 6. etape
Løbets afsluttende etape 5. august gik fra Præstø til Frederiksberg og var på 175,6 km.
Etapen blev vundet af Mark Cavendish foran Haedo og Graeme Brown fra Rabobank i en massespurt. Resultatet betød ingen ændringer i toppen af stillingen, og derfor kunne Arvesen hyldes som vinder af løbet foran Gasparotto og Breschel.
Etaperesultat:
|   | Rytter            | Hold            | Land           | Tid     | Bonussekunder |
| - | ----------------- | --------------- | -------------- | ------- | ------------- |
| 1 | Mark Cavendish    | T-Mobile        | Storbritannien | 4:05.17 | 10            |
| 2 | Juan José Haedo   | Team CSC        | Argentina      | s.t.    | 6             |
| 3 | Graeme Brown      | Rabobank        | Australien     | s.t.    | 4             |
| 4 | Tom Steels        | Predictor-Lotto | Belgien        | s.t.    | 0             |
| 5 | Francesco Chicchi | Liquigas        | Italien        | s.t.    | 0             |

## Løbets slutresultat

### Samlet stilling
|   | Rytter                | Hold                | Land    | Totaltid | Afstand |
| - | --------------------- | ------------------- | ------- | -------- | ------- |
| 1 | Kurt-Asle Arvesen     | Team CSC            | Norge   | 19:49.38 |         |
| 2 | Enrico Gasparotto     | Liquigas            | Italien | 19:50.05 | + 0.27  |
| 3 | Matti Breschel        | Team CSC            | Danmark | 19:50.05 | +27     |
| 3 | Maarten Tjallingii    | Skil Shimano        | Holland | 19:50.06 | +28     |
| 3 | Nicki Sørensen        | Team CSC            | Danmark | 19:50.10 | +32     |
| 3 | Jurgen Van Den Broeck | Predictor-Lotto     | Belgien | 19:50.13 | +35     |
| 3 | Jakob Fuglsang        | Team Designa Køkken | Danmark | 19:50.13 | +35     |
| 3 | Lorenzo Bernucci      | T-Mobile            | Italien | 19:50.20 | +42     |
| 3 | Lasse Brøchmann       | Glud & Marstrand    | Danmark | 19:50.23 | +45     |
| 3 | Marek Rutkiewicz      | Team Intel Action   | Polen   | 19:50.34 | +56     |

### Pointtrøjen
|   | Rytter            | Hold     | Land           | Point |
| - | ----------------- | -------- | -------------- | ----- |
| 1 | Mark Cavendish    | T-Mobile | Storbritannien | 48    |
| 2 | Matti Breschel    | Team CSC | Danmark        | 42    |
| 3 | Francesco Chicchi | Liquigas | Italien        | 38    |

### Bakketrøjen
|   | Rytter              | Hold                | Land    | Point |
| - | ------------------- | ------------------- | ------- | ----- |
| 1 | Jacob Moe Rasmussen | Team GLS            | Danmark | 74    |
| 2 | Jacob Nielsen       | Glud & Marstrand    | Danmark | 36    |
| 3 | Francesco Chicchi   | Team Designa Køkken | Danmark | 34    |

### Ungdomstrøjen
1. Gasparotto
2. Breschel
3. Van Den Broeck

### Hold
1. Team CSC, 59.29'56
2. Liquigas, 59.32'06
3. Team T-Mobile, 59.32'29

### Fightertrøjen
1. Jacob Nielsen, 16
2. René Jørgensen, 12
3. Clemens Frankhauser, Elk Haus – Simplon, 10